# Сеехін
Сеехін (ісп. Cehegín) — муніципалітет в Іспанії, у складі автономної спільноти Мурсія. Населення — 16 299 осіб (2010).
Муніципалітет розташований на відстані близько 310 км на південний схід від Мадрида, 60 км на захід від Мурсії.
На території муніципалітету розташовані такі населені пункти: (дані про населення за 2010 рік)
- Агуа-Салада: 103 особи
- Бурете: 25 осіб
- Кампільйо-де-лос-Хіменес: 217 осіб
- Кампільйо-і-Суертес: 191 особа
- Канара: 576 осіб
- Каньяда-де-Канара: 226 осіб
- Карраскілья: 149 осіб
- Сеехін: 14089 осіб
- Чапарраль: 168 осіб
- Ескобар: 67 осіб
- Хіліко: 2 особи
- Рібасо: 60 осіб
- Вальдельпіно: 0 осіб
- Валентін: 426 осіб

## Демографія
Динаміка населення (INE ):

## Галерея зображень

Розташування муніципалітету Сеехін у провінції Мурсія
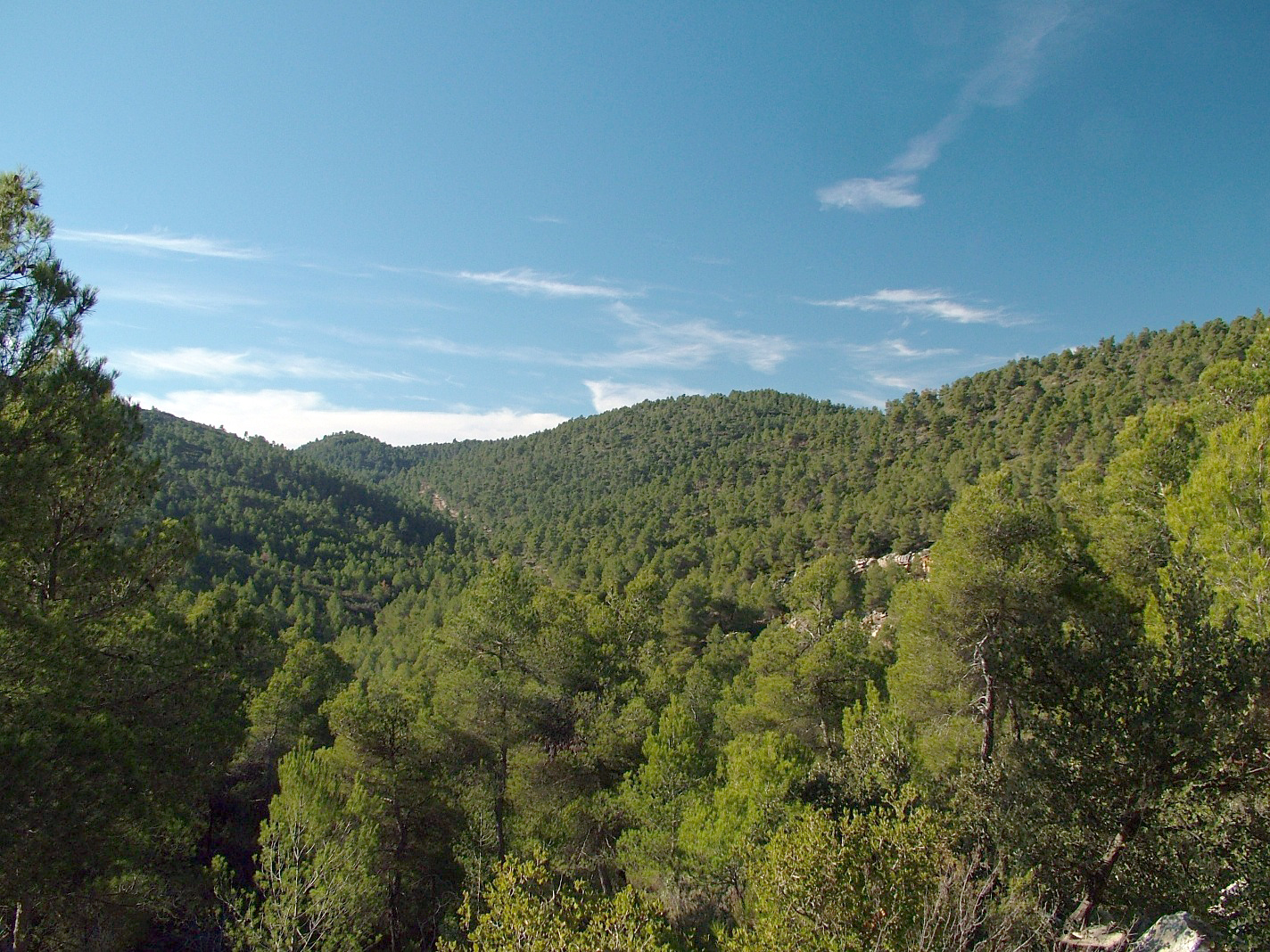
Сьєрра-де-Бурете
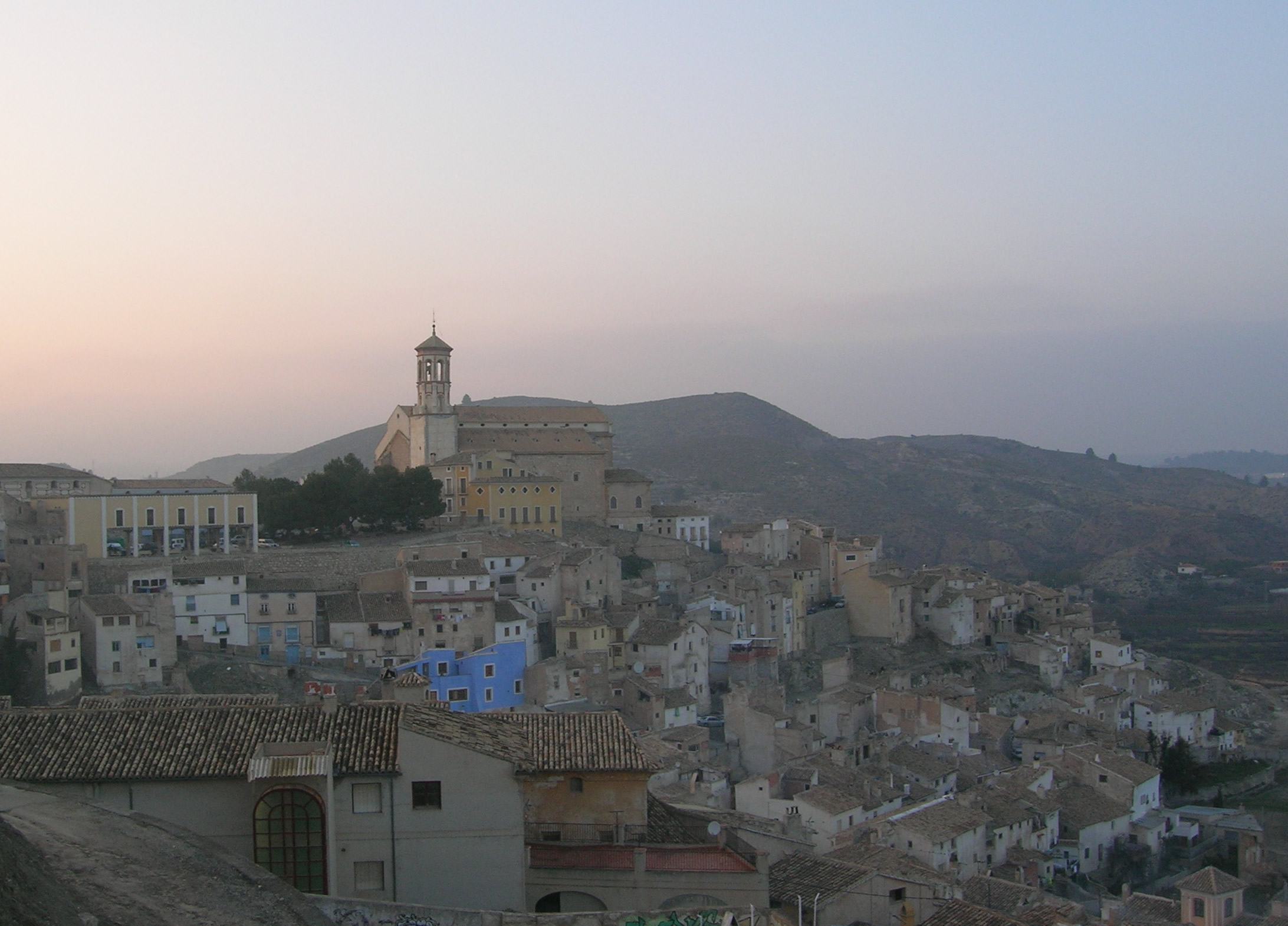
Церква Санта-Марія-Магдалена
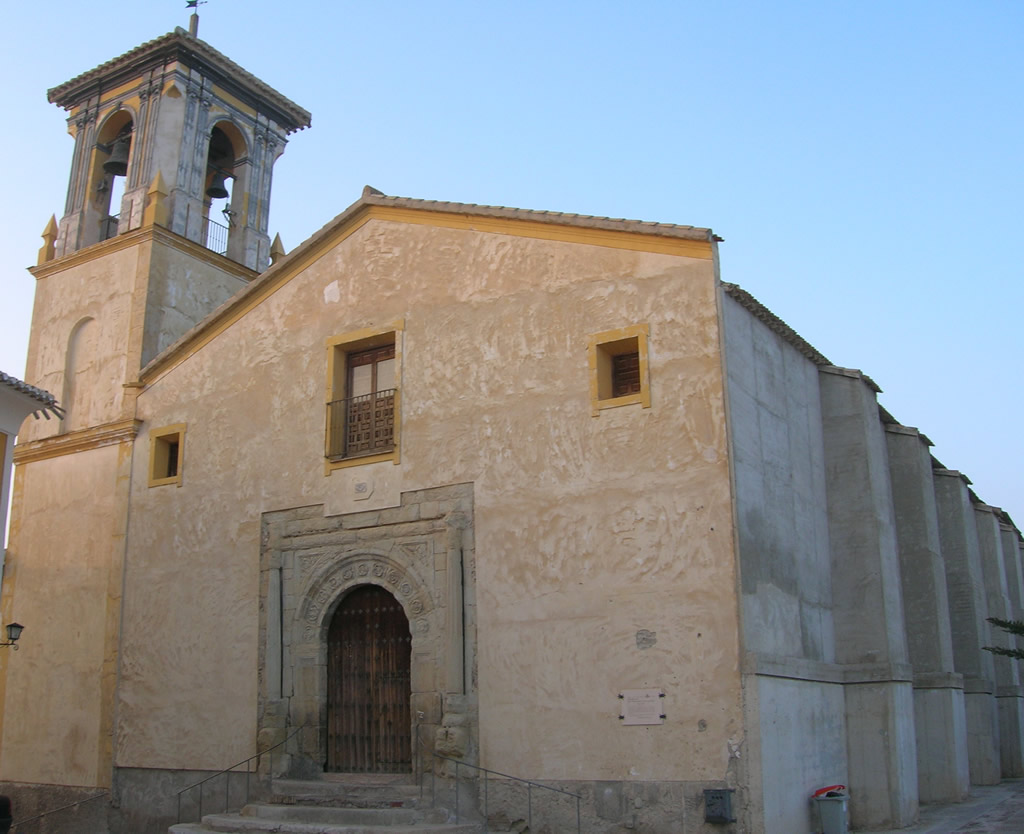
Каплиця Ла-Пурісіма-Консепсьйон (XVI століття)
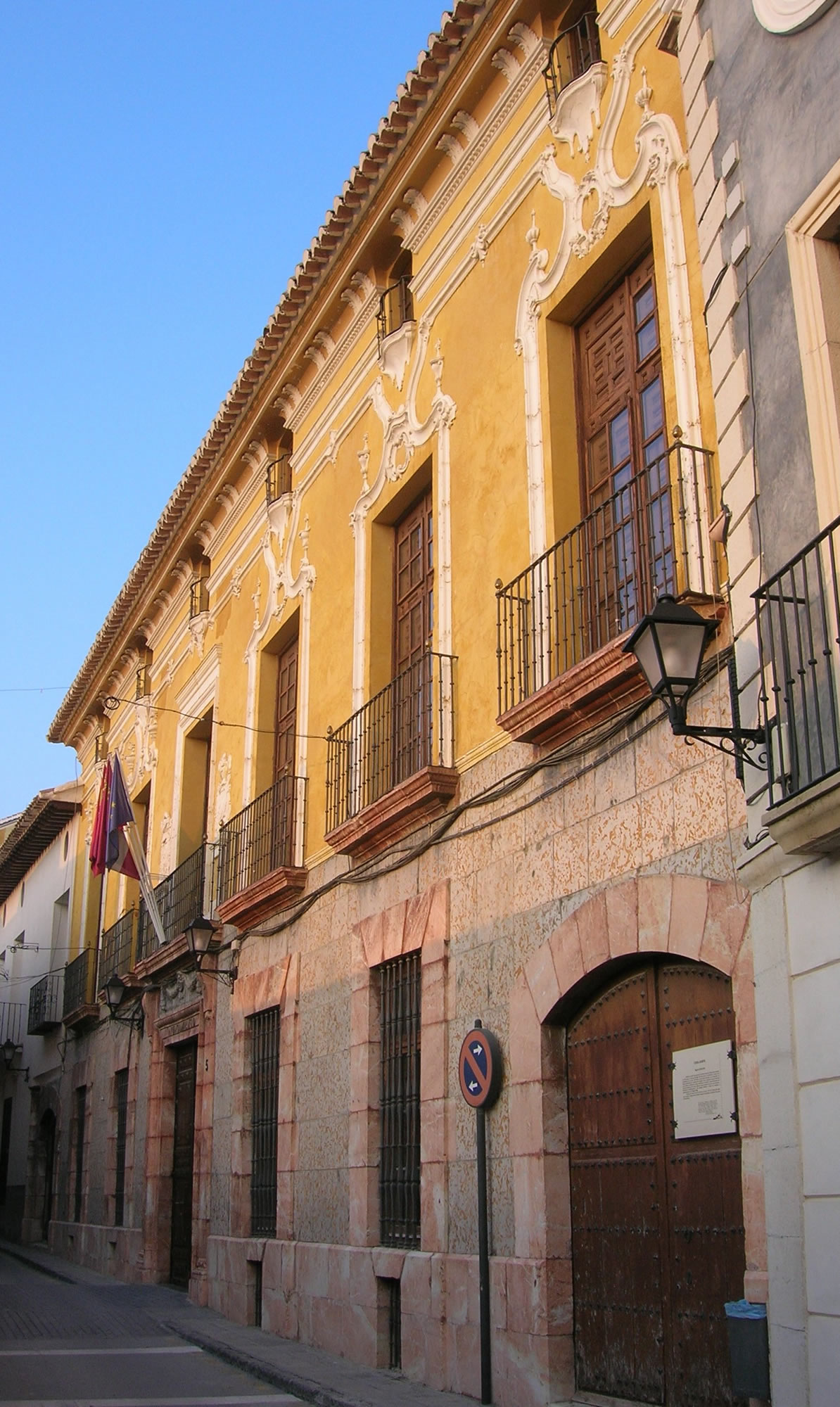
Муніципальна рада
Монастир Сан-ЕстебанМонастир Сан-Естебан